# Guêpier à moustaches
Merops mentalis
Espèce
Statut de conservation UICN

 NT  : Quasi menacé
Le Guêpier à moustaches (Merops mentalis) est une espèce d'oiseaux de la famille des Meropidae.

## Répartition
Cet oiseau vit en Afrique de l'Ouest : du Sierra Leone à Bioko.